# International Challenger Baotou
L'International Challenger Baotou è un torneo professionistico di tennis giocato sulla terra rossa indoor, che fa parte dell'ATP Challenger Tour. Si gioca annualmente a Baotou, in Cina, dal 2019.

## Albo d'oro

### Singolare
| Anno | Campione        | Finalista        | Punteggio |
| ---- | --------------- | ---------------- | --------- |
| 2019 | James Duckworth | Sasikumar Mukund | 6–4, 6–3  |

### Doppio
| Anno | Campione                 | Finalista                           | Punteggio   |
| ---- | ------------------------ | ----------------------------------- | ----------- |
| 2019 | Nam Ji-sung Song Min-kyu | Tejmuraz Gabašvili Sasikumar Mukund | 7–6(3), 6–2 |